# Arremon perijanus
Arremon perijanus là một loài chim trong họ Emberizidae.